# Pico (famiglia)

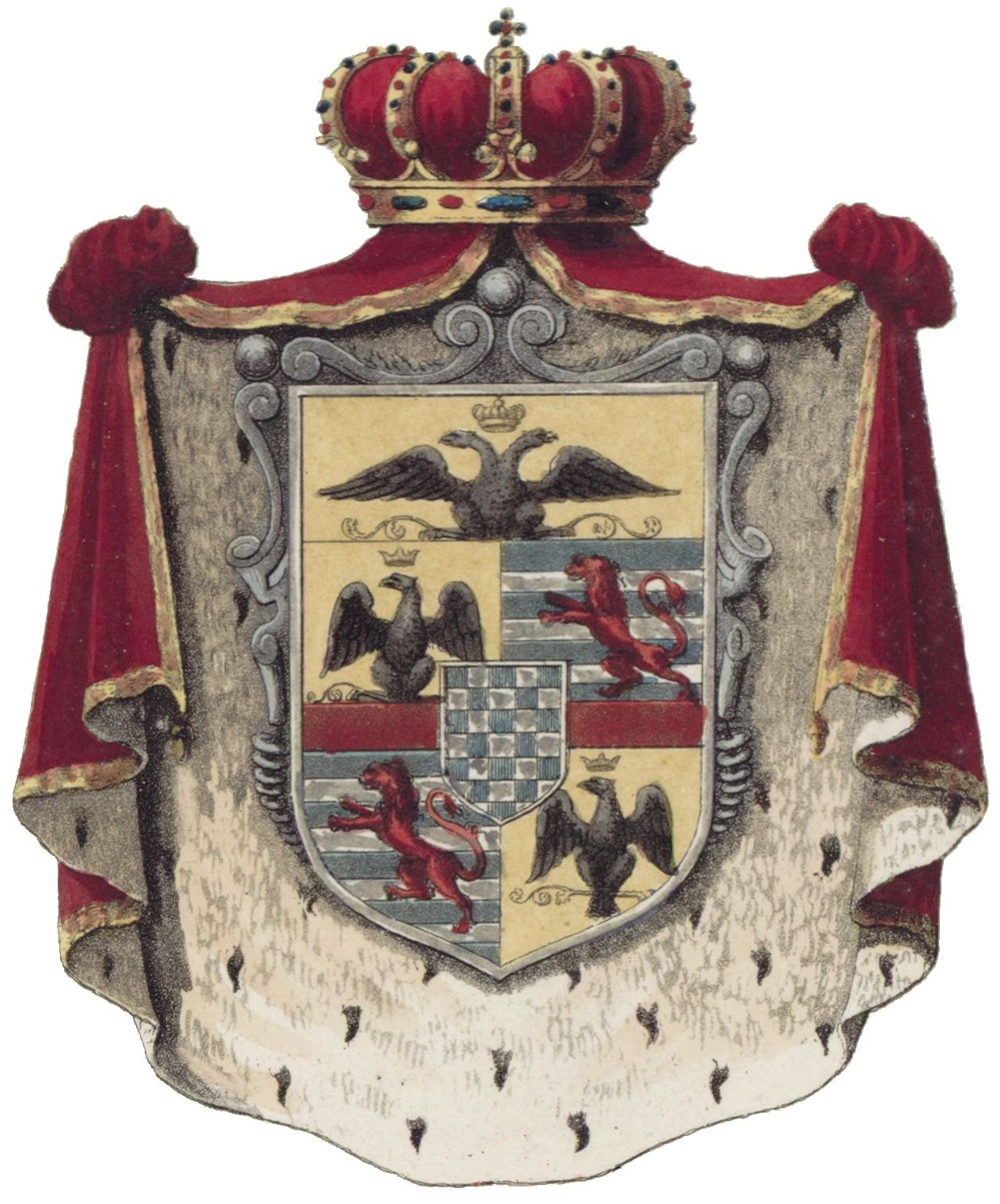
Stemma di Casa Pico della Mirandola

La famiglia Pico deriva da un consorzio parentale detto dei "Figli di Manfredo", dal nome di Manfredo da Limidi, vassallo di Matilde di Canossa, deceduto nel 1096 circa.
Nobile famiglia italiana che dal XIV secolo ebbe la sovranità sulla Mirandola e su altri territori vicini, come Concordia, finché i propri domini non vennero acquisiti dagli Estensi di Modena nel XVIII secolo. Proprio dal loro feudo più importante deriva il nome con il quale è meglio nota la famiglia: Pico della Mirandola.
Il più celebre esponente della casata è certamente l'umanista e filosofo Giovanni Pico della Mirandola.

## Linea dinastica

### Linea antica
- Manfredo di Mosezzo
- Maginfredo I di Milano (?-896)
- Ugo di Maginfredo (?-899)
- Manfredo di Ugo (?-967)
- Guido (?-1019 circa)
- Roberto
- Adalberto (Alberto) (?-1047)
- Manfredo da Limidi (?-1096 circa), feudatario di Matilde di Canossa
- Alberto di Manfredo
- Ugo di Manfredo, feudatario di Matilde di Canossa
- Pico de' Manfredi (?-1154 circa)
- Mafredino (?-1213)
- Bartolomeo (XIII secolo)

### Signori di Mirandola
- 1311 - 1322 ca: Francesco I

### Signori di Mirandola e Concordia
- 1354 - 1399: Francesco II con Spinetta, Prendiparte e Tommasino
- 1399 - 1429: Francesco III con Giovanni I e Aiace Pico
- 1429 - 1432: Francesco III con Giovanni I

### Signori di Mirandola e conti di Concordia

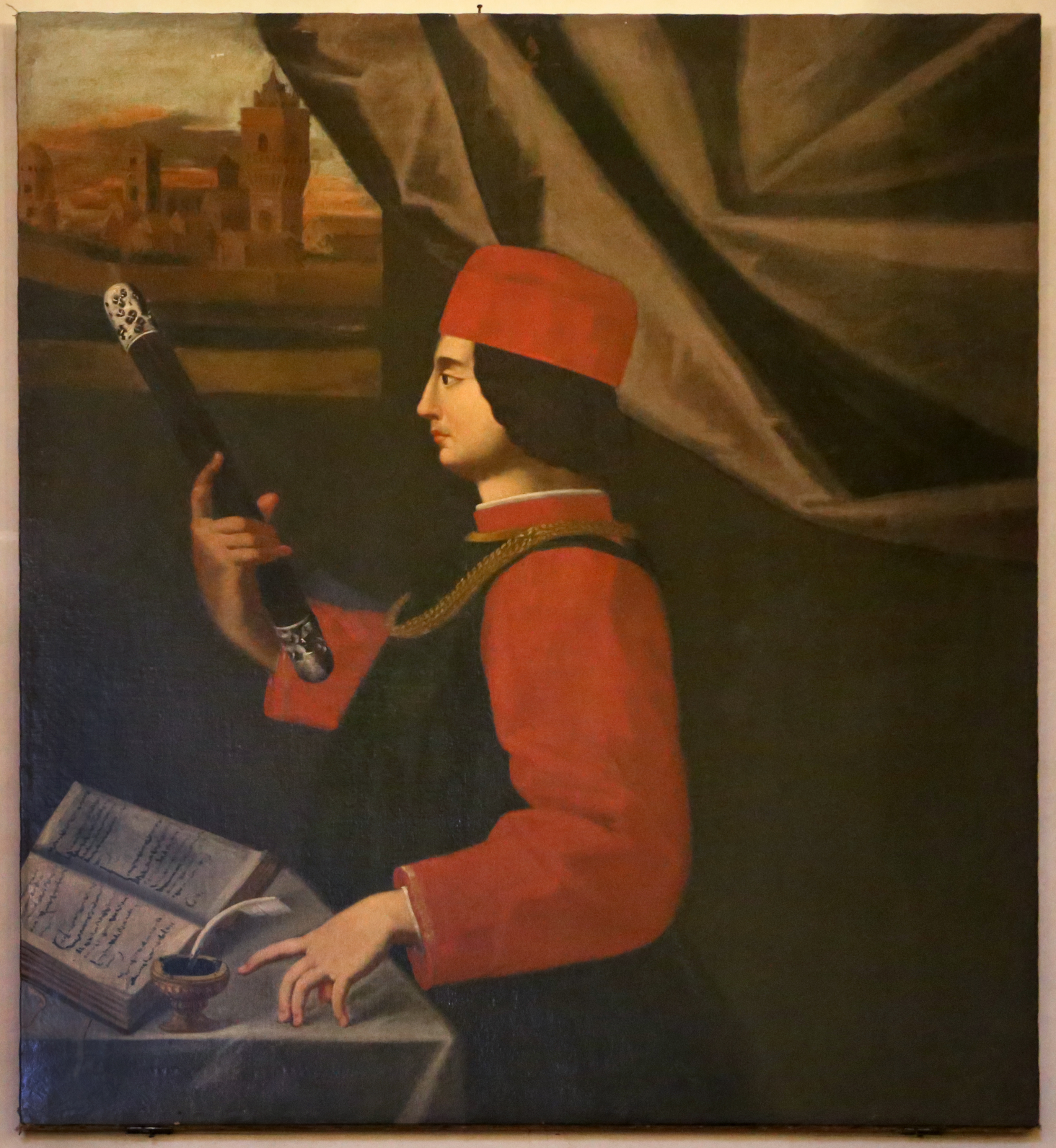
GianFrancesco II

- 1432 - 1451: Francesco III con Giovanni I
- 1451 - 1461: Francesco III
- 1461 - 1467: Gianfrancesco I
- 1467 - 1499: Galeotto I
- 1499 - 1502: Gianfrancesco II
- 1502 - 1502: Federico I con Ludovico I
- 1502 - 1509: Ludovico I
- 1509 - 1511: Galeotto II
- 1511 - 1511: Gianfrancesco II
- 1514 - 1533: Galeotto II

### Conti di Mirandola e Concordia
- 1533 - 1550: Galeotto II
- 1550 - 1558: Ludovico II
- 1568 - 1590/1592: Galeotto III
- 1590/1592 - 1596: Federico II

### Principi di Mirandola e Marchesi di Concordia

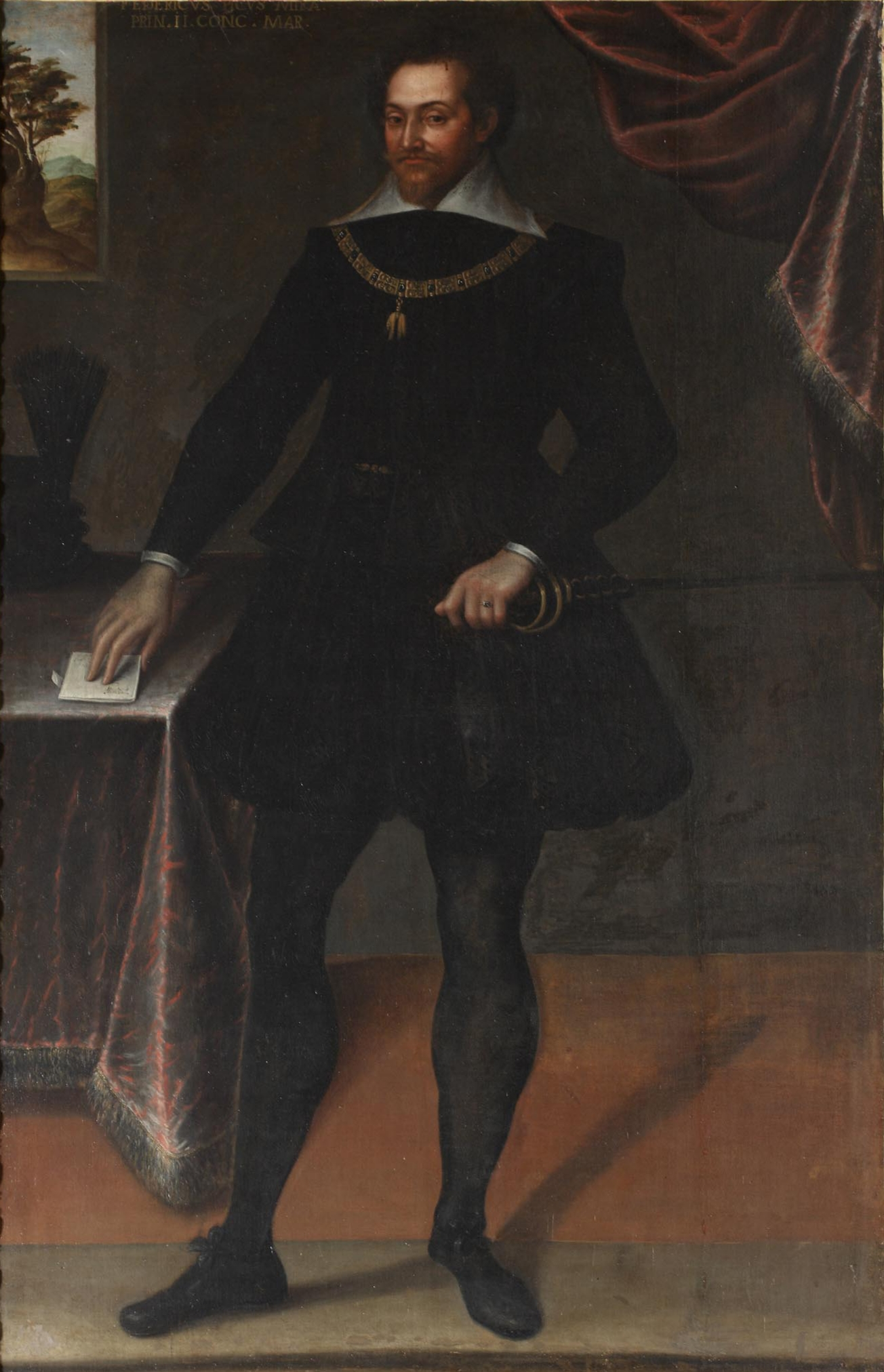
Federico II

- 1596 - 1602: Federico II
- 1602 - 1619: Alessandro I

### Duchi della Mirandola e Marchesi di Concordia e San Possidonio

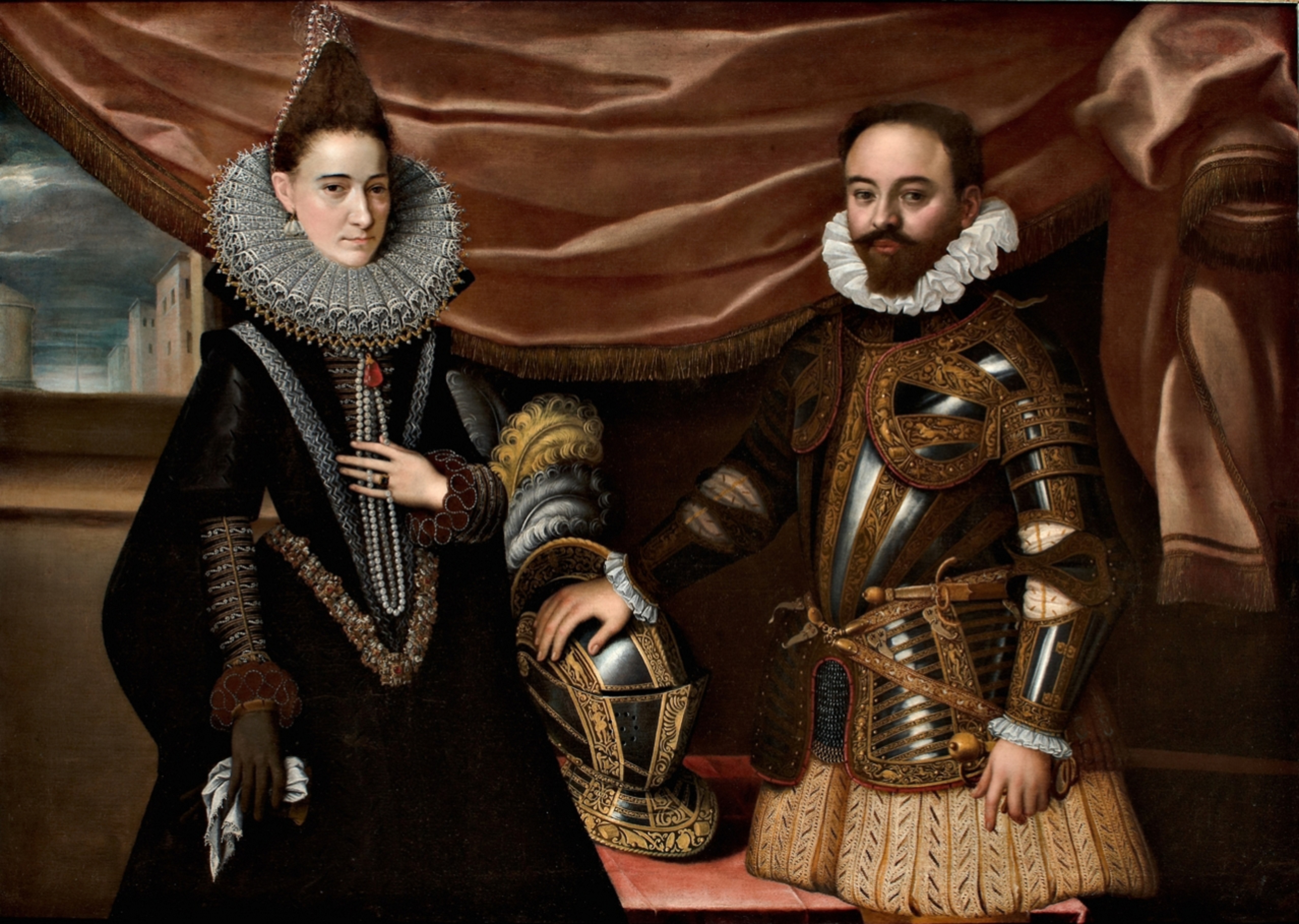
Alessandro I e Laura d'Este

- 1619 - 1637: Alessandro I
- 1637 - 1691: Alessandro II
- 1691 - 1708: Francesco Maria II

## Altri membri illustri della famiglia
- Agnese Pico (1303-1340), sposò Guido Gonzaga, signore di Mantova
- Brigida Pico (1633-1720), reggente (1691-1706) per il pronipote e ultimo duca Francesco Maria II
- Caterina Pico (1454-1501), sposò Rodolfo Gonzaga, signore di Castiglione delle Stiviere, Castel Goffredo, Solferino, Luzzara e Poviglio
- Giovanni Francesco Pico (1469-1533), letterato
- Laura Pico della Mirandola (1660-1720), sposò Ferdinando II Gonzaga
- Lodovico Pico della Mirandola (1668-1743), cardinale
- Princevalle Pico della Mirandola, capitano di ventura, prese parte alla battaglia di Casalecchio

## Proprietà
- Città Fortificata di Mirandola
- Castello dei Pico
- Pantheon dei Pico
- Castello di Sant'Antonio in Mirandola
- Castello di San Martino in Carano

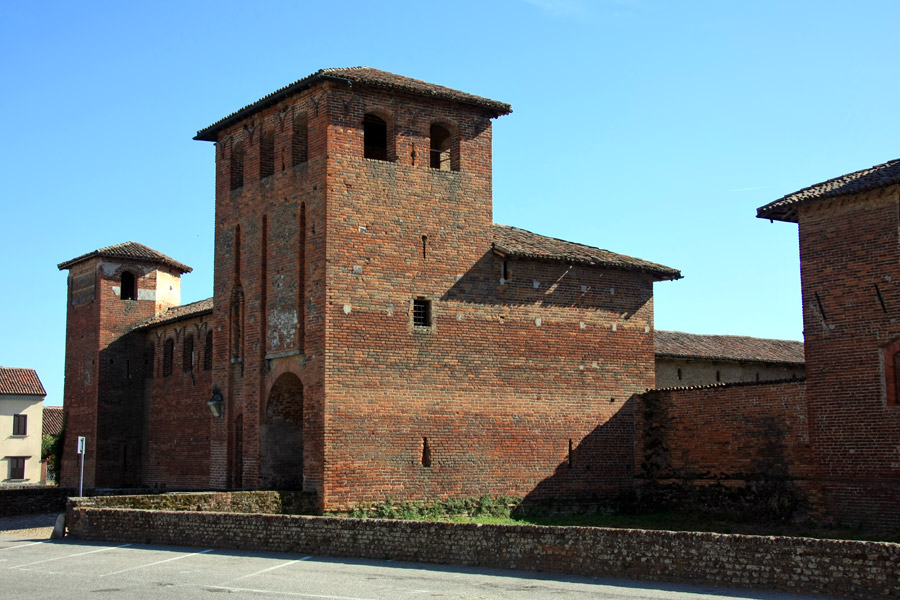
Castello di Scaldasole

- Castello di San Michele Arcangelo in Cividale di Mirandola
- Castello di San Giacomo delle Roncole di Mirandola
- Ponte Fortificato di San Pellegrino in Mirandola
- Castello di Gavello in Mirandola
- Castello Tondino
- Pieve di Quarantoli
- Palazzo Pico Quarantoli
- Corte Fortificata Fiera Millenaria di Bruino in Medolla ora Corte Wegman
- Castello detto "Bastiglia" Quarantoli
- Castello Venezia Quarantoli
- Corte di Quarantola
- Corte di San Giustina di Vigona
- Corte di Rovereto sul Secchia
- Castello di Rovereto sul Secchia
- Castello di Novi di Modena
- Palazzo Corbelli Concordia
- Palazzo delle Decime Concordia
- Fortino della Rovere Concordia
- Palazzo di Vallata Concordia
- Castello di Concordia
- Castello di San Possidonio
- Palazzo Portovecchio
- Villa Pico Casino di caccia san martino in Spino
- Barchessoni di San Martino in Spino allevamento quadrupedi[ i barchessoni sono stati realizzati nel XIX secolo]
- Palazzo Pico Mondadori Modena
- Castello di Formigine
- Castello di Castelnuovo Rangone
- Castello di Marano sul Panaro
- Rocca di Spilamberto
- Castello di Gorzano
- Castello di Scaldasole
- Castello di Castel d'Ario
- Castello di Luzzara Famiglia Gonzaga-Pico
- Castello di Poviglio Famiglia Gonzaga-Pico
- Palazzo della Macina Famiglia Gonzaga-Pico
- Castello di San Giorgio (Mantova) Famiglia Gonzaga-Pico
- Palazzo Ducale (Mantova) Famiglia Gonzaga-Pico
- Palazzo Te Famiglia Gonzaga-Pico
- Casa Bergamaschi ex Gonzaga-Pico
- Palazzo Gonzaga-Acerbi
- Castello di Uviglie
- Castello di Roddi

## Pico di Monferrato
I Pico di Monferrato furono il ramo primogenito dei Pico della Mirandola (eredi di Giovanni Francesco II Pico della Mirandola) che, scacciati dai cugini dalla terra natìa, si ricoverarono nel Monferrato. Ottennero i titoli di Conti di Uviglie, di Casorzo e sul nome; Signori di Borgo Vecchio di Trino; Consignori di Terruggia, Rosignano, Cellamonte, Borgomale, Ottiglio; Patrizi e Nobili di Baldacchino della città di Casale Monferrato. Bonifacio con decreto 20 Marzo 1497 venne adottato ed aggregato ai Gonzaga di Mantova da parte del Marchese Francesco II, con il godimento alla corte gonzaghesca di tutte le prerogative di membri della casa marchionale (poi ducale).

## Pico di Blays (Pic de Blays)
I Pic de Blays sono un ramo venuto da Scipione Pico (Scipion Pic), figlio di Francesco III Pico primo conte della Concordia, ferito nel 1451 nell'assedio di Blaye (Francia) e stabilito in questa città. Questo ramo si divide in numerose famiglie tuttora esistenti: Pic, Blays, Pic de Blays, Pic de Boulaire, Pic de Père, Pic de la Mirandole.

## Pico di Gazzuolo e di Belforte
Nel XV secolo il condottiero Brausio Pico, figlio naturale di Giovanni I Pico, originò una nuova linea secondaria. Nel 1520 il nipote Giovan Francesco si trasferì da Mirandola a Mantova, dopodiché il figlio Lodovico divenne vicario di Gazzuolo, dando quindi vita al ramo dei Pico di Gazzuolo, che nel 1639 si suddivise ulteriormente: mentre la linea di Gazzuolo si estinse nel 1814, i Pico di Belforte si trasferirono a Mantova nella prima metà del XIX secolo. Il Regio Tribunale Civile di Modena emise la sentenza del 23-25 giugno 1898 che riconobbe l'agnazione di Luigi Pico quale erede del ramo ducale; i suoi discendenti si stabilirono poi tra Lombardia e Canton Ticino.